# Закорко, Иван Павлович
Иван Павлович Закорко —  заслуженный тренер Украины, мастер спорта международного класса по борьбе самбо, мастер спорта СССР по дзюдо.

## Биография
Родился 3 января 1972 года в городе Киеве. Борьбой самбо и дзюдо начал заниматься в октябре 1978 года в СДЮШОР КГС Динамо у тренера Букреева Виталия Егоровича. В 1986 году окончил 8 классов с/ш № 2 города Луганска, в 1988 году — Киевское суворовское военное училище, в 1992 году — Киевский государственный институт физической культуры (с отличием), в 1998 году — юридический факультет Киевского национального университета имени Тараса Шевченко, в 2000 году — аспирантуру Национального университета физического воспитания и спорта Украины.
Проходил службу в органах внутренних дел Украины с июля 1992 года по ноябрь 2015 года. С июля 1992 года по сентябрь 1998 года — на должности преподавателя, старшего преподавателя кафедры огневой и физической подготовки факультета подготовки кадров криминальной милиции Национальной академии внутренних дел Украины, с сентября 1998 года  ноябрь 2015 года — на должности начальника кафедры огневой и специальной физической подготовки Киевского института внутренних дел, учебно-научного института подготовки специалистов для подразделений милиции общественной безопасности и Национальной гвардии Украины Национальной академии внутренних дел.
Полковник милиции.
6 ноября 2015 года уволен в запас из органов внутренних дел Украины по п.64 "г" (по сокращению штатов - при отсутствии возможности дальнейшего использования на службе) Положения о прохождении службы рядовым и начальствующим составом органов внутренних дел.
С октября 2016 года по апрель 2017 года работал на должности заместителя председателя Киевской областной организации ФСО «Динамо» Украины.
С февраля 2018 года по февраль 2023 года - старший тренер Национальной сборной команды Украины по борьбе самбо (спортивный раздел, мужчины). 
С октября 2021 года по настоящее время - старший преподаватель кафедры спортивных единоборств и силовых видов спорта Национального университета физического воспитания и спорта Украины, с августа 2022 года - начальник отдела гражданской обороны университета.

## Спортивные достижения
- Трёхкратный победитель первенств СССР по самбо U-18 (1989, 1990 (2 раза));
- чемпион СНГ по самбо (1992, г. Алексин, РФ);
- победитель Первенства Мира по самбо U-18 (1990, г. Москва);
- победитель Первенства Европы  по самбо U-20 (1992, г. Киев);
- серебряный призёр Первенства Мира  по самбо U-20 (1992, г. Минск);
- серебряный призёр Кубка Мира по самбо (1993, г. Нижний Новгород),[источник не указан 1399 дней]
- Чемпион Мира по самбо (1994, г. Гранада, Испания).

## Научная и педагогическая работа
Кандидат наук по физическому воспитанию и спорту, доцент, тренер высшей категории. Кандидатская диссертация "Спеціальна фізична підготовка у вищих навчальних закладах МВС України з урахуванням індивідуальних особливостей моторики курсантів" (2001).
Автор 80 научно-методических трудов по проблемам методики подготовки высококвалифицированных спортсменов в спортивных единоборствах и специальной физической подготовки сотрудников органов внутренних дел; автор универсальной программы индивидуальной физической подготовки курсантов высших учебных заведений МВД Украины.